# Капасо (Напуљ)
Капасо је насеље у Италији у округу Напуљ, региону Кампанија.
Према процени из 2011. у насељу је живело 76 становника. Насеље се налази на надморској висини од 34 м.